# Długi Kąt (Silésie)
Pour les articles homonymes, voir Długi Kąt.
Długi Kąt (prononciation : [ˈdwuɡi ˈkɔnt]) est une localité polonaise de la gmina de Wręczyca Wielka, située dans le powiat de Kłobuck en voïvodie de Silésie.